# Saint-Auvent

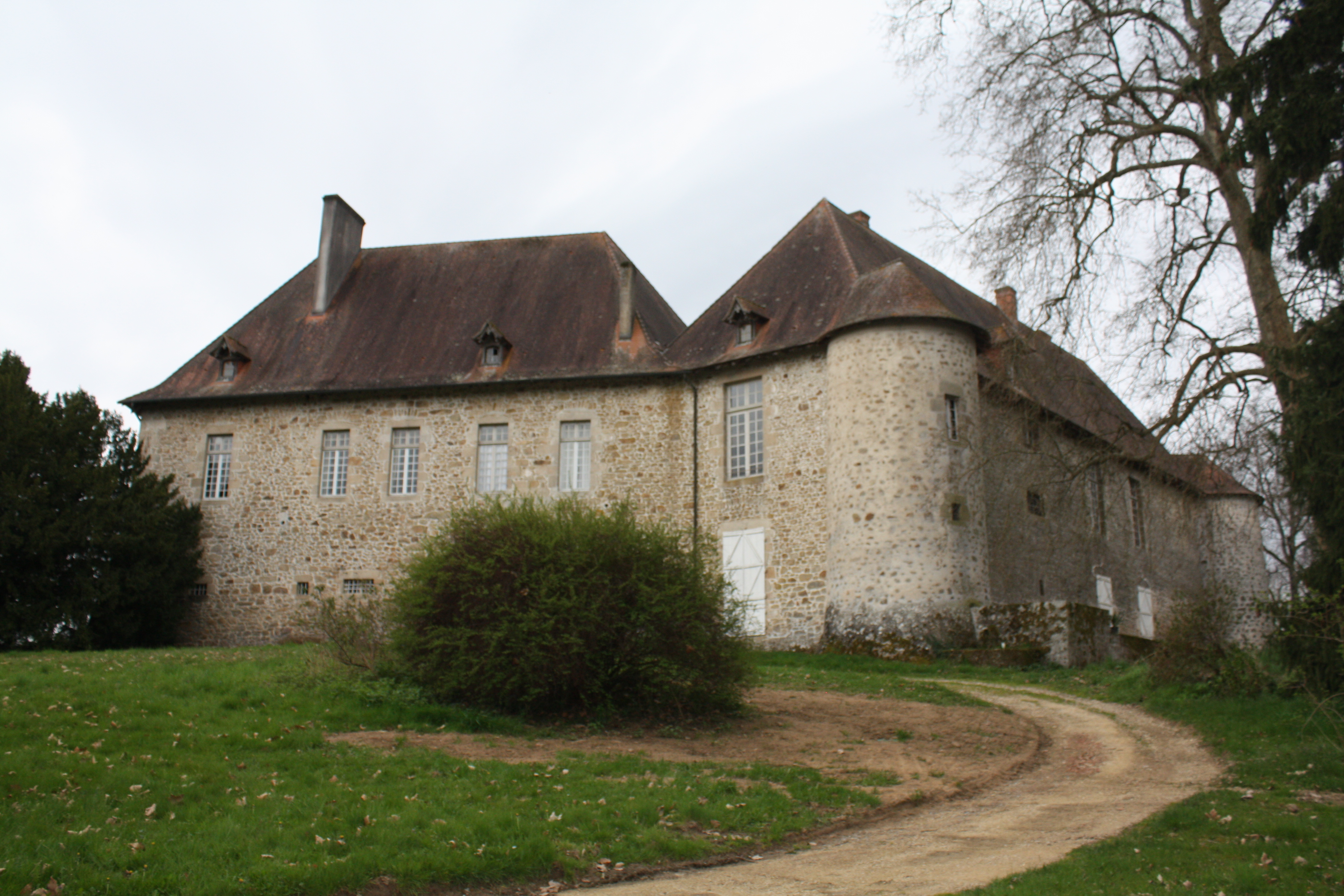
Zabytkowy Zamek (2014)

Saint-Auvent – miejscowość i gmina we Francji, w regionie Nowa Akwitania, w departamencie Haute-Vienne.
Według danych na rok 1990 gminę zamieszkiwało 817 osób, a gęstość zaludnienia wynosiła 24 osoby/km² (wśród 747 gmin Limousin Saint-Auvent plasuje się na 158. miejscu pod względem liczby ludności, natomiast pod względem powierzchni na miejscu 130.).

## Populacja

Populacja Saint-Auvent w latach 1962–2008